# Die Schuldenshow
Die Schuldenshow war ein Quizshow-Format auf dem Schweizer Privatsender TV3. Entwickelt wurde das Format von der Autorin und Regisseurin Mirjam von Arx und dem Produzenten Kristian Widmer von der Schweizer Produktionsfirma Condor Films. Auf Wunsch von TV3 wurde das Format von Condor Films an die deutsche Produzentin Bärbel Schäfer lizenziert, die anschließend mit ihrer Kölner TV-Produktionsfirma Couch Potatoes als ausführende Produzentin die Show in den Studios des Schweizer Fernsehens im Auftrag des Konkurrenzsenders TV3 realisierte. In der von Peter Pfändler moderierten TV-Show mussten Schuldner im Team mit ihrem Gläubiger auf spielerische Weise unterschiedliche Finanzaufgaben lösen, um schuldenfrei zu werden. Die Erstausstrahlung in der Schweiz erfolgte am 16. Dezember 1999 auf TV3 um 20:00.

## Das Spielprinzip
Die Kandidaten konnten sich für die Teilnahme an der Show durch verschiedene Castings bewerben. Nach Hintergrund-Checks wurden aus 200 Kandidaten 80 möglichen Teilnehmergruppen die 24 Kandidaten für die erste Staffel ausgewählt.
Moderation und Kandidaten werden in der Live-Show assistiert von zwei Show-Assistentinnen. Diese heissen „Soll“ und „Haben“ und tragen Catsuits in roter und schwarzer Farbe.
Jeweils drei Teams, bestehend aus Schuldner und Gläubiger, treten in der Live-Studio-Show gegeneinander an. Über mehrere Spielrunden können die Teams beim Bewältigen unterschiedlicher Aufgaben Punkte erspielen. Entscheidend für die Performance der Teams ist die Qualität der Zusammenarbeit zwischen Schuldner und Gläubiger, die in der Show  – anders als in Konkurrenzformaten –  trotz ihrer früheren Konflikten eng miteinander kooperieren müssen.
Das Gewinnerteam erhält als Preisgeld einen Geldbetrag in der Höhe der Schulden des verschuldeten Teammitglieds. Der Betrag wird noch in der Show vom Schuldner seinem Gläubiger übergeben.

## Presse
Die Show wurde von der Schweizer Presse negativ aufgenommen. Hauptkritik war der Umstand, dass Schweizer Bürger am TV offen zu ihren Schulden stehen sollten und mittels einer TV-Show schuldenfrei werden konnten. Die Programmzeitschrift TR7 schrieb von einem „Tabubruch“ und nannte die Show in Anlehnung an das erfolgreiche Vorgänger-Format „Expedition Robinson“ schon vor Sendestart „Expedition Pleitegeier“. Das Wochenmagazin Weltwoche nannte die Show eine „Geisterbahn des Schuldenmachens“. Die Berner Zeitung Der Bund stellte fest, der Moderator wirke, „als ob er hinter den Kulissen einen Viagra-Prozac-Cocktail zu sich genommen hätte“ und der Blick sprach von einer „Geld- und Tränen-Show“, die Verschuldete vorführe. Der Tages-Anzeiger erkannte „pure Erbämlichkeit“.